# Seltene Vögel in Deutschland
Seltene Vögel in Deutschland ist eine seit 2010 einmal im Jahr publizierte Zeitschrift in der Herausgeberschaft vom Dachverband Deutscher Avifaunisten (DDA).

## Inhalt
Auf dem Cover steht jeweils Seltene Vögel in Deutschland und das Jahr, welches behandelt wird. Die Zeitschrift erscheint jeweils ein bis zwei Jahre nach dem auf dem Cover abgedruckten Jahr. Seltene Vögel in Deutschland veröffentlicht den Seltenheitenbericht der Deutschen Avifaunistischen Kommission für das jeweils behandelte Jahr. Ferner finden sich die Adressen der Avifaunistischen Kommissionen der deutschen Bundesländer im Heft.

## Bezug und Kosten
Seltene Vögel in Deutschland kostet beim DDA-Schriftenversand als Einzelheft 9,80 Euro zzgl. Versandkosten. Das Abonnement hat einen Preisvorteil von ca. 25 % gegenüber den Einzelheften. Vorgängerausgaben können nach Erscheinen des aktuellen Heftes für 5 Euro zzgl. Versandkosten erworben werden. Auf der Homepage des DDA können alle Hefte mit Ausnahme des aktuellen Heftes online gelesen werden.